# Oh Gravity tour
Oh Gravity tour — второй концертный тур альтернативной рок-группы Switchfoot, прошедший в 2007 году. В программу диска входил вышедший до этого альбом Oh! Gravity.
Тур стартовал 31 января 2007 года в Утрехте, Нидерланды, и закончился в Сент-Джозефе (штат Миссури, США) 17 апреля. Во время 77 дней группа посетила 19 штатов, 6 провинций в Канаде и 4 страны Европы (всего 50 концертов).

## Программа концертов
Сингдл Switchfoot Stars из альбома Nothing Is Sound открывала подавляющее число шоу. Oh Gravity Tour примечателен тем, что группа впервые «в живую» исполняла песни «Faust, Midas, and Myself» и «4:12,» из альбома «Oh! Gravity». Заканчивала концерт, как и в прошлом туре сингл «Dare You to Move». Группа вела дневник путешествия, который был назван «Daily Foot». Он доступен на веб-сайте группы. Туда же включены и списки песен концертов.
Группа известна своими тесными связями с фанатами, допускает их к подготовке альбомов (например, Oh! Gravity.). Списки песен, которые впоследствии играла группа, так же составлялись фанатами через голосование.

## Даты тура

### Европа
- 31 января 2007 — Утрехт, Нидерланды
- 1 февраля 2007 — Гамбург, Германия
- 2 февраля 2007 — Силькеборг, Дания
- 3 февраля 2007 — Минден, Германия
- 4 февраля 2007 — Франкфурт-на-Майне, Германия
- 5 февраля 2007 — Лондон, Великобритания
- 6 февраля 2007 — Лондон, Великобритания
- 7 февраля 2007 — Суонси, Уэльс
- 8 февраля 2007 — Перт, Шотландия

### США и Канада
- 13 февраля 2007 — Анахайм, Калифорния
- 14 февраля 2007 — Сан-Франциско, Калифорния
- 15 февраля 2007 — Медфорд, Орегон
- 16 февраля 2007 — Юджин, Орегон
- 17 февраля 2007 — Спокан, Вашингтон
- 18 февраля 2007 — Сиэтл, Вашингтон
- 19 февраля 2007 — Ванкувер, Британская Колумбия
- 21 февраля 2007 — Калгари, Альберта
- 22 февраля 2007 — Эдмонтон, Альберта
- 23 февраля 2007 — Саскатун, Саскачеван
- 24 февраля 2007 — Виннипег, Манитоба
- 26 февраля 2007 — Тандер-Бей, Онтарио
- 28 февраля 2007 — Торонто, Онтарио
- 1 марта 2007 — Лондон, Онтарио
- 2 марта 2007 — Оттава, Онтарио
- 3 марта 2007 — Монреаль, Квебек
- 6 марта 2007 — Берлингтон, Вермонт
- 7 марта 2007 — Бостон, Массачусетс
- 8 марта 2007 — Провиденс, Род-Айленд
- 9 марта 2007 — Хартфорд, Коннектикут
- 10 марта 2007 — Филадельфия, Пенсильвания
- 11 марта 2007 — Балтимор, Мэриленд
- 12 марта 2007 — Олбани, Нью-Йорк
- 14 марта 2007 — Буффало, Нью-Йорк
- 15 марта 2007 — Питтсбург, Пенсильвания
- 16 марта 2007 — Цинциннати, Огайо
- 17 марта 2007 — Чарлстон, Южная Каролина
- 18 марта 2007 — Ашвилл, Северная Каролина
- 19 марта 2007 — Колумбия, Южная Каролина
- 22 марта 2007 — Новый Орлеан, Луизиана
- 23 марта 2007 — Хьюстон, Техас
- 24 марта 2007 — Остин, Техас
- 25 марта 2007 — Даллас, Техас
- 26 марта 2007 — Оклахома-Сити, Оклахома
- 28 марта 2007 — Тусон, Аризона
- 29 марта 2007 — Вентура, Калифорния
- 30 марта 2007 — Лос-Анджелес, Калифорния
- 31 марта 2007 — Сан-Диего, Калифорния
- 14 апреля 2007 — Ноксвилл, Теннесси
- 16 апреля 2007 — Спрингфилд, Миссури
- 17 апреля 2007 — Сент-Джозеф, Миссури